# North Barrington
North Barrington is een plaats (village) in de Amerikaanse staat Illinois, en valt bestuurlijk gezien onder Lake County.

## Demografie
Bij de volkstelling in 2000 werd het aantal inwoners vastgesteld op 2918. In 2006 is het aantal inwoners door het United States Census Bureau geschat op 3229, een stijging van 311 (10,7%).

## Geografie
Volgens het United States Census Bureau beslaat de plaats een oppervlakte van 11,9 km², waarvan 11,4 km² land en 0,5 km² water.

## Plaatsen in de nabije omgeving
De onderstaande figuur toont nabijgelegen plaatsen in een straal van 8 km rond North Barrington.